# Antoine Abed

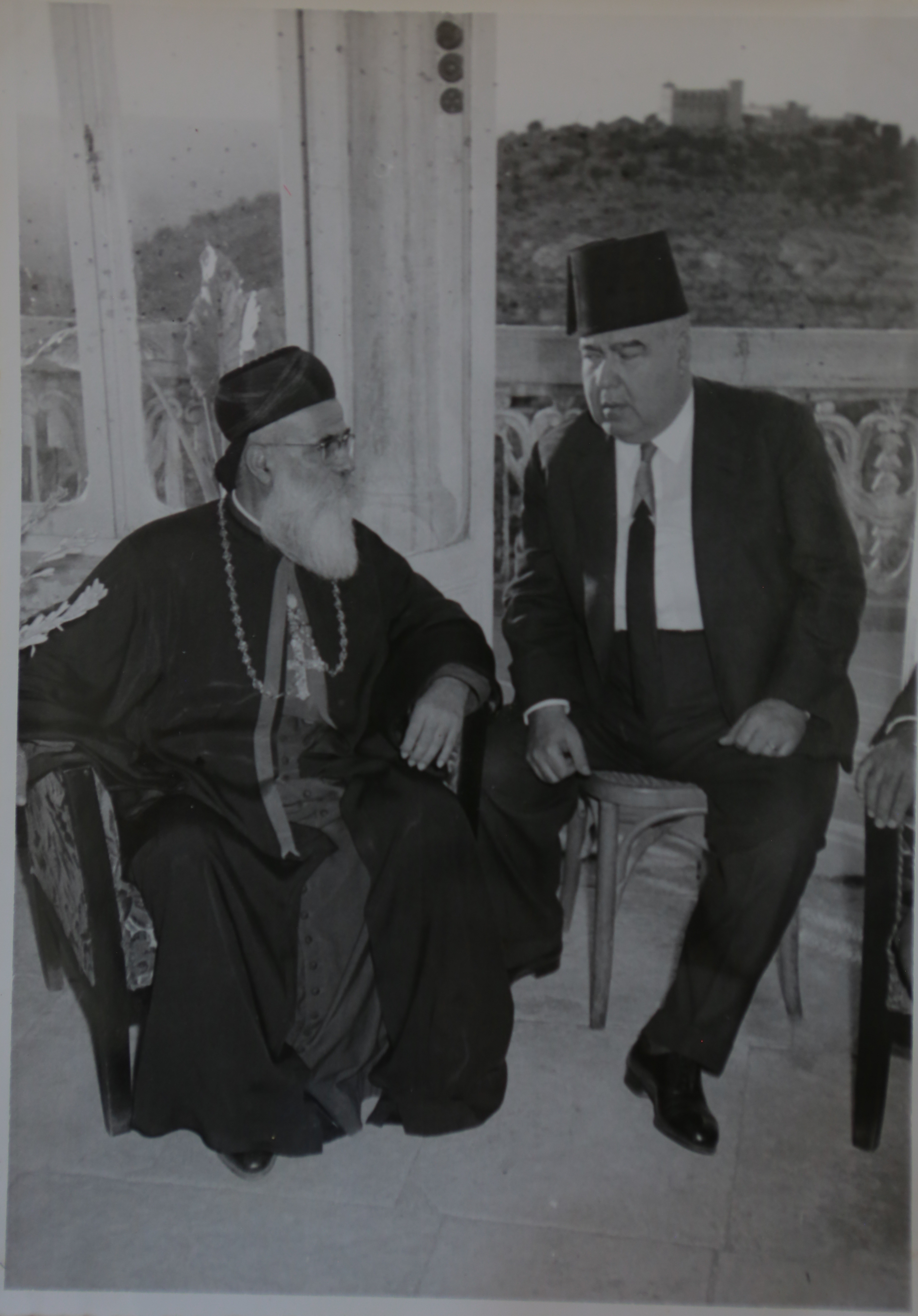
Antoine Abed mit dem Industriellen und Politiker Boutros el-Khoury

Antoine Abed (arabisch أنطون عبد رئيس أساقفة لبناني) (* 26. Oktober 1896 in Tripoli, Libanon; † 15. September 1975 in Miziara, Libanon) war maronitischer Erzbischof von Tripoli. 
Er wurde am 17. Mai 1925 zum Diözesanpriester in Tripoli geweiht. Seine Ernennung zum Erzbischof von Tripoli erhielt er am 23. April 1933, die Bestätigung durch den Heiligen Stuhl folgte am 7. Mai 1933, die Bischofsweihe empfing er am 16. Oktober 1933. Bis zu seinem Tod am 15. September 1975 war er zweiundvierzig Jahre im Amt des Erzbischofs von Tripoli. Erzbischof Abed war Konzilsvater auf dem Zweiten Vatikanischen Konzil und nahm an allen Sitzungsperioden teil. 

## Ehrungen
- 1959: Großes Verdienstkreuz mit Stern des Verdienstorden der Bundesrepublik Deutschland